# Fejervarya pulla
Fejervarya pulla é uma espécie de anfíbio da família Ranidae.
É endémica da Malásia.
Os seus habitats naturais são: marismas de água doce e marismas intermitentes de água doce.